# One Minute Silence
One Minute Silence es una banda irlandesa de Rap metal/nu-metal con sede en Londres, Inglaterra. La banda está formada por el vocalista Brian 'Yap' Barry, de Templemore, Condado de Tipperary, el guitarrista Massimo Fiocco de Londres, el baterista Martin Davies y el bajista Glen Diani de Gibraltar. La banda anunció su separación después de ocho años en un comunicado de prensa lanzado el 21 de octubre de 2003. La banda se reunió oficialmente sin el baterista original Eddie Stratton en 2011.

## Historia

### Formación y primeros días (1995-1996)
One Minute Silence surgió a mitad de los 90, cuando el vocalista irlandés Brian Barry se juntó con el guitarrista Chris Ignatiou de Londres, bajo el nombre de "Near Death Experience". Después de trabajar en varias secciones rítmicas, se decidieron por el gibraltareño Glen Diani al bajo y al inglés Eddie Stratton a la batería. Barry se había hecho amigo de Stratton antes de la formación de la banda. La banda pronto se vio obligada a cambiar su nombre debido a un grupo estadounidense que lo compartía, y así se convirtió en One Minute Silence. Ese nombre, originalmente pensado para ser el título de una canción, fue elegido para parodiar la práctica de guardar un minuto de silencio como señal de respeto cuando alguien considerado "importante o muy respetado" fallece. La banda sintió que ese respeto a menudo estaba "fuera de lugar".[cita requerida]

### Big Cat Records yAvailable in All Colors(1997-1998)
La banda firmó un contrato con Big Cat Records en 1997 y lanzó Available in All Colors el año siguiente.

### La partida de Payne yBuy Now... Saved Later(1999–2001)
Buy Now... Saved Later siguió en el año 2000 luego de una separación pacífica con Ignatiou (ahora empleado por MI6), quien finalmente fue reemplazado por el italiano Massimo Fiocco, conocido como Massy, después de que el reemplazo original Kee Payne dejara la banda en 1999. Este segundo álbum representó un paso notable en la progresión musical de la banda: la calidad y el estilo de producción del disco diferían de los del primero, que contó con un productor de hip-hop. Buy Now... Sonaba más como un álbum de metal. Con su producción completa y sus composiciones maduras, Buy Now... envió a la banda a una gira por los EE. UU., con bandas notables como Slipknot y Mudvayne, este último de gira con ellos en el Reino Unido como acto de apoyo.

### One Lie Fits Ally la ruptura (2002-2003)
Después de circular una demo de tres pistas y firmar un contrato con Taste Media, la banda comenzó las sesiones de grabación para su tercer álbum en otoño de 2002. A partir de presentaciones en vivo y grabaciones tanto en vivo como en estudio, el nuevo material fue obviamente una progresión adicional; el grupo estaba experimentando con varias compases musicales, como 7
4, y estaban utilizando más melodías y una mayor variación en la estructura de las canciones.
Un sencillo, "We Bounce", fue lanzado el 31 de marzo de 2003, y un tercer álbum, titulado One Lie Fits All, salió el 7 de julio de ese año. Según el sitio web ahora desaparecido de la banda, "este nombre continúa el patrón de manipular eslóganes de marketing bien conocidos para presentar una declaración política".
Entre estos lanzamientos, One Minute Silence realizó una extensa gira, aunque la última gira tuvo que ser cancelada. Los seguidores del grupo provienen en gran medida de sus enérgicos shows en vivo: fueron votados como "Mejor actuación en vivo británica" en la revista Kerrang!.
En octubre de 2003, la banda anunció su separación:
Aunque seguimos siendo mejores amigos y no podemos descartar la posibilidad de trabajar juntos en el futuro, por ahora nos estamos dispersando para perseguir otros proyectos e intereses. ¡Seguimos enamorados, simplemente ya no estamos casados! No hay diferencias musicales ni conflictos personales que afecten nuestra amistad, sólo un deseo de diversificarnos y explorar otras áreas de la vida y la música.
La banda quisiera extender su infinito amor y respeto a aquellos que han defendido a OMS a lo largo de los años, ya sea dentro de la industria y los medios o desde fuera. Su apoyo ha sido vivificante. Un reconocimiento muy especial a la gente que ha venido a nuestros shows, y especialmente a la gente del foso, porque sin ustedes no habría existido OMS, y sin gente que escuchara, la música no tendría sentido. ¡Tú eres quien manda, te amamos y ya te extrañamos!
Mirando hacia el futuro, Yap se está dedicando de lleno a las interpretaciones de palabra hablada y también está trabajando en varios proyectos mediáticos políticos y filosóficos.
Glen Diani y Massy Fiocco están actualmente considerando e invitando a otras opciones. Actualmente Eddie Stratton está reemplazando en la batería a sus amigos de New Disease.
Después de la separación de One Minute Silence, Yap siguió su carrera de palabra hablada, apareciendo en Bespoken Word de BBC Radio 4. 

### Después de One Minute Silence (2004-2010)
Después de One Minute Silence, Barry comenzó a escribir e interpretar material nuevo como poeta de slam y orador público. El nuevo material comenzó a convertirse en un proyecto musical cuando conoció al productor John Hendicott y a la vocalista Donna Williams en 2005. formando una nueva banda, Pink Punk, y en 2006 lanzaron su primer álbum, Zoo Politics, como un lanzamiento independiente en Freeport Records. El sitio web de la banda, PPunk.com, se lanzó a finales de 2006 y a finales de año el álbum estaba en iTunes, Napster y más de 7000 minoristas digitales en todo el mundo a través de Universal Digital e IODA (EE. UU.). Pink Punk tuvo un espectáculo en vivo a finales de 2007.
En marzo de 2008, el vocalista Barry abordó el tema de una posible reunión y un cuarto álbum en un artículo publicado en la página no oficial de Myspace de la banda.
En 2008, Edwin Stratton sufría gravemente de enfermedad celíaca. Fue arrestado a mediados de 2008 después de que los investigadores de incendios, que investigaban un incendio en un bar de vinos debajo de su apartamento de Leyton, descubrieron plantas de cannabis en su casa. Stratton declaró que estaba cultivando para uso médico, pero fue acusado de producir la droga cannabis, lo que lo expone a una posible sentencia máxima de 14 años de prisión. El Tribunal de la Corona de Snaresbrook dictó una sentencia de tres meses de prisión, suspendida durante un año con 500 libras esterlinas en costas, y prohibió a Stratton poseer equipos hidropónicos durante un año. En noviembre de 2008, debía comparecer ante el Tribunal de Magistrados de Waltham Forest para impugnar la acusación por considerarla una contravención del artículo 14 de la Ley de Derechos Humanos, que prohíbe la discriminación por cualquier motivo.

### Reagrupación (2011-presente)
Según una publicación  lanzada el 25 de mayo de 2010 en la página de Myspace de la banda, Barry, Diani y Fiocco estaban grabando material nuevo con el nuevo baterista Martin Davies.
El 10 de enero de 2011, One Minute Silence anunció su reagrupación oficial y gira con nuevo material también en proceso. Los miembros de la banda para la gira y el disco son Barry, Fiocco, Diani y Davies.
El EP Fragmented Armageddon fue lanzado el 3 de mayo de 2013.

## Discografía

### Álbumes
| Año                                                 | Detalles del álbum                                                                             | Peak chart positions | Peak chart positions     | Peak chart positions | Peak chart positions | Peak chart positions |
| Año                                                 | Detalles del álbum                                                                             | UK                   | UK<br>id="mwlA"><br>Rock | UK Indie             | NZ                   | SCO                  |
| --------------------------------------------------- | ---------------------------------------------------------------------------------------------- | -------------------- | ------------------------ | -------------------- | -------------------- | -------------------- |
| 1998                                                | Available in All Colors - Lanzado: 28 de abril de 1998 - Sello: Big Cat Records - Formatos: CD | —                    | —                        | —                    | 31                   | —                    |
| 2000                                                | Buy Now... Saved Later - Lanzado: 10 de abril de 2000 - Sello: V2 Records - Formatos: CD       | 61                   | —                        | —                    | —                    | 65                   |
| 2003                                                | One Lie Fits All - Lanzado: 7 de julio de 2003 - Sello: Taste Records - Formatos: CD           | 139                  | 20                       | 16                   | —                    | —                    |
| 2024                                                | The Vault - Lanzado: 19 de enero de 2024 - Sello: Independiente - Formatos: Descarga digital   | —                    | —                        | —                    | —                    | —                    |
| "—" denota un título que no figura en los gráficos. |                                                                                                |                      |                          |                      |                      |                      |

- One Minute Silence: Live in the Studio se lanzó en 2013 a través de PledgeMusic como un incentivo para que los fanáticos donaran los costos de la banda para grabar un nuevo EP.[11] Es un álbum en vivo con canciones nuevas.

### EP
| Año  | Detalles del álbum                                                                    |
| ---- | ------------------------------------------------------------------------------------- |
| 2003 | Revolution - Lanzamiento: 2003 - Sello: Taste Media                                   |
| 2013 | Fragmented Armageddon - Lanzamiento: 17 de junio de 2013 - Sello: New Dogs New Tricks |

### Sencillos
| Año                                                 | Título                                  | Posiciones máximas en el gráfico | Posiciones máximas en el gráfico | Álbum                   |
| Año                                                 | Título                                  | EE. UU. Principal.               | Reino Unido                      | Álbum                   |
| --------------------------------------------------- | --------------------------------------- | -------------------------------- | -------------------------------- | ----------------------- |
| 1998                                                | "South Central"                         | —                                | —                                | Available in All Colors |
| 1998                                                | "A Waste of Things to Come"             | —                                | 199                              | Available in All Colors |
| 1998                                                | "Stuck Between a Rock and a White Face" | —                                | 148                              | Available in All Colors |
| 2000                                                | "Holy Man"                              | 39                               | 112                              | Buy Now... Saved Later  |
| 2000                                                | "Fish Out of Water"                     | —                                | 56                               | Buy Now... Saved Later  |
| 2000                                                | "Rise and Shine"                        | —                                | —                                | Buy Now... Saved Later  |
| 2003                                                | "Revolution"                            | —                                | 138                              | One Lie Fits All        |
| 2003                                                | "We Bounce"                             | —                                | —                                | One Lie Fits All        |
| 2003                                                | "I Wear My Skin"                        | —                                | 44                               | One Lie Fits All        |
| "—" denota un título que no figura en los gráficos. |                                         |                                  |                                  |                         |